# Nyborg (commune)
 (décembre 2024).
Pour la ville qui donne son nom à la commune, voir Nyborg.
Nyborg est une commune du Danemark, située dans la région du Danemark du Sud ; c’est aussi le nom de son chef-lieu, et d’une ancienne commune d’avant la réforme communale (voyez plus bas). La commune comptait 32 193 habitants en 2024, pour une superficie de 277,04 km2.

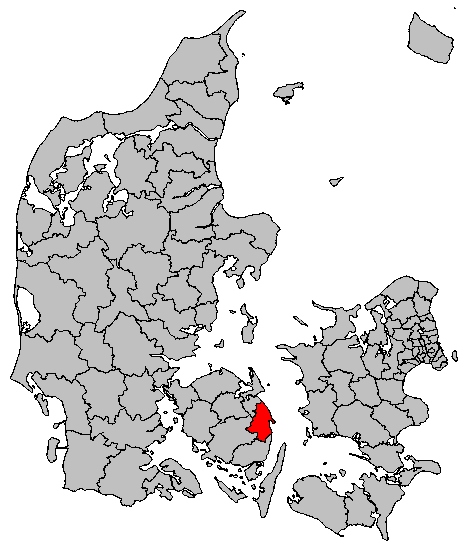
La commune de Nyborg

L’ancienne commune d’avant la réforme communale de 2007 a fusionné avec celles de Ørbæk et Ullerslev.

## Politique
| Période                                  | Période          | Identité         | Étiquette        | Qualité |
| ---------------------------------------- | ---------------- | ---------------- | ---------------- | ------- |
| 1er janvier 2007                         | 31 décembre 2009 | Jørn Terndrup    | Venstre          |         |
| 1er janvier 2010                         | 31 décembre 2013 | Erik Christensen | Social-démocrate |         |
| 1er janvier 2014                         | ?                | Kenneth Muhs     | Venstre          |         |
| Les données manquantes sont à compléter. |                  |                  |                  |         |